# Миронова, Мария Владимировна
Мари́я Влади́мировна Миро́нова (25 декабря 1910 (7 января) 1911, Москва, Российская империя — 13 ноября 1997, Москва, Россия) — советская и российская артистка эстрады, театра и кино; народная артистка СССР (1991). Участница комедийного дуэта «Миронова и Менакер».
Мать актёра, народного артиста РСФСР Андрея Миронова (1941—1987).

## Биография
Родилась 25 декабря 1910 (7 января) 1911 года в Москве, в семье школьной учительницы Елизаветы Ивановны (ок. 1875—1937) и товароведа Владимира Николаевича Мироновых (ок. 1878—1937). Отец происходил из небогатых мещан. Родители матери, Иван и Марья Фирсовы, были родом из деревни Старое Берёзово Тамбовской губернии.
В 1927 году окончила Театральный техникум им. А. В. Луначарского (ныне — Российский институт театрального искусства — ГИТИС). Для зачисления в труппу МХАТ 2-го нужно было стать членом профсоюза, но из-за отсутствия у неё опыта работы, Марию туда не брали. Тогда она решила определиться во вспомогательный состав Московского театра оперетты. Как только её приняли в профсоюз, сразу же перешла в МХАТ 2-й и служила в нём с 1928 по 1931 годы. В 1928 году вышла на сцену Колонного зала Дома Союзов в качестве эстрадной актрисы с рассказами А. П. Чехова.
В 1932—1936 г. г. — актриса Московского мюзик-холла. В 1936—1938 г. г. — актриса Московского театра транспорта (ныне — Московский драматический театр имени Н. В. Гоголя).

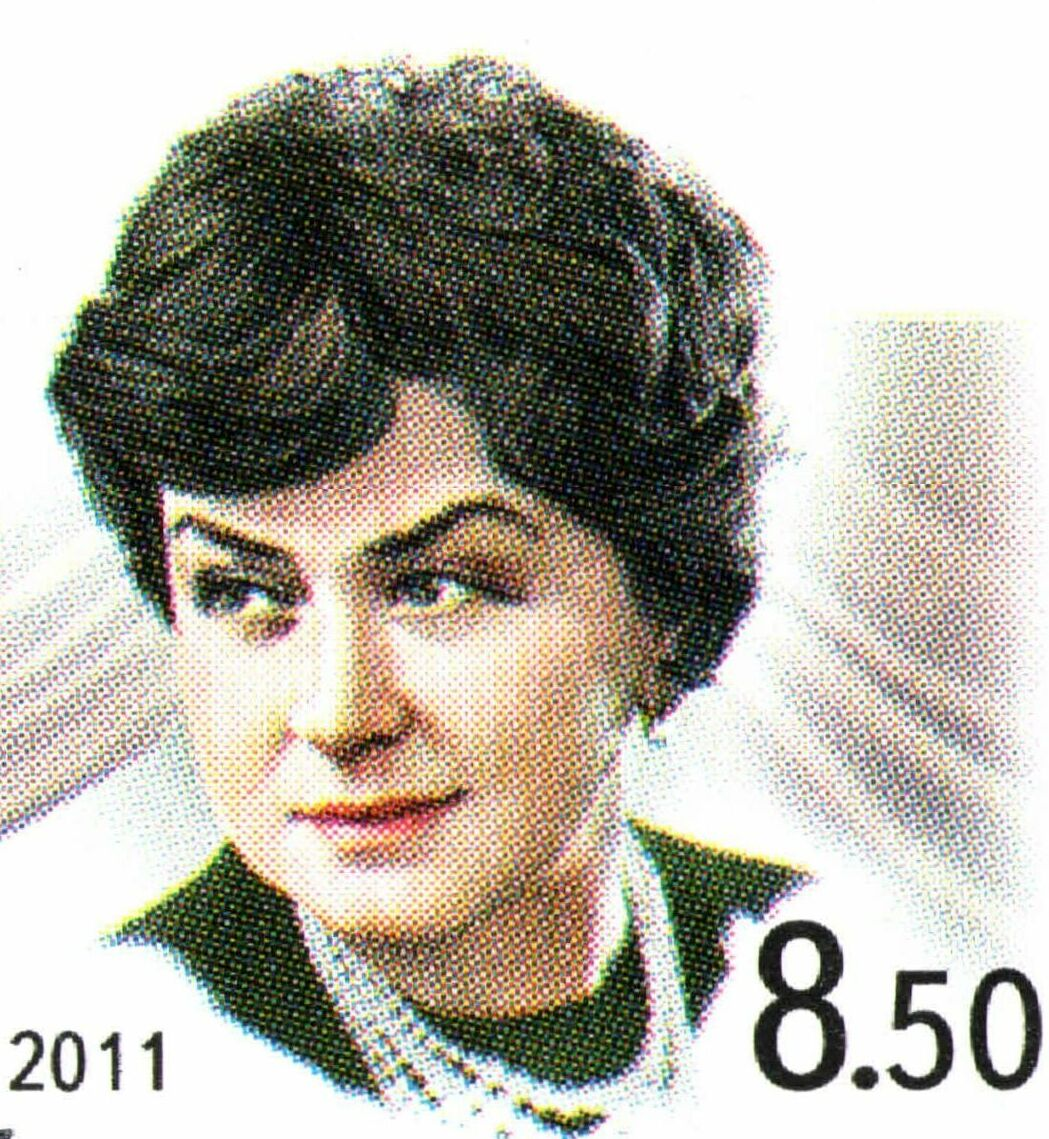

В 1934 году дебютировала в кино в драме Константина Эггерта «Настенька Устинова». Однако известность ей принесла роль секретаря бюрократа Бывалова в комедии Григория Александрова «Волга-Волга» (1938).

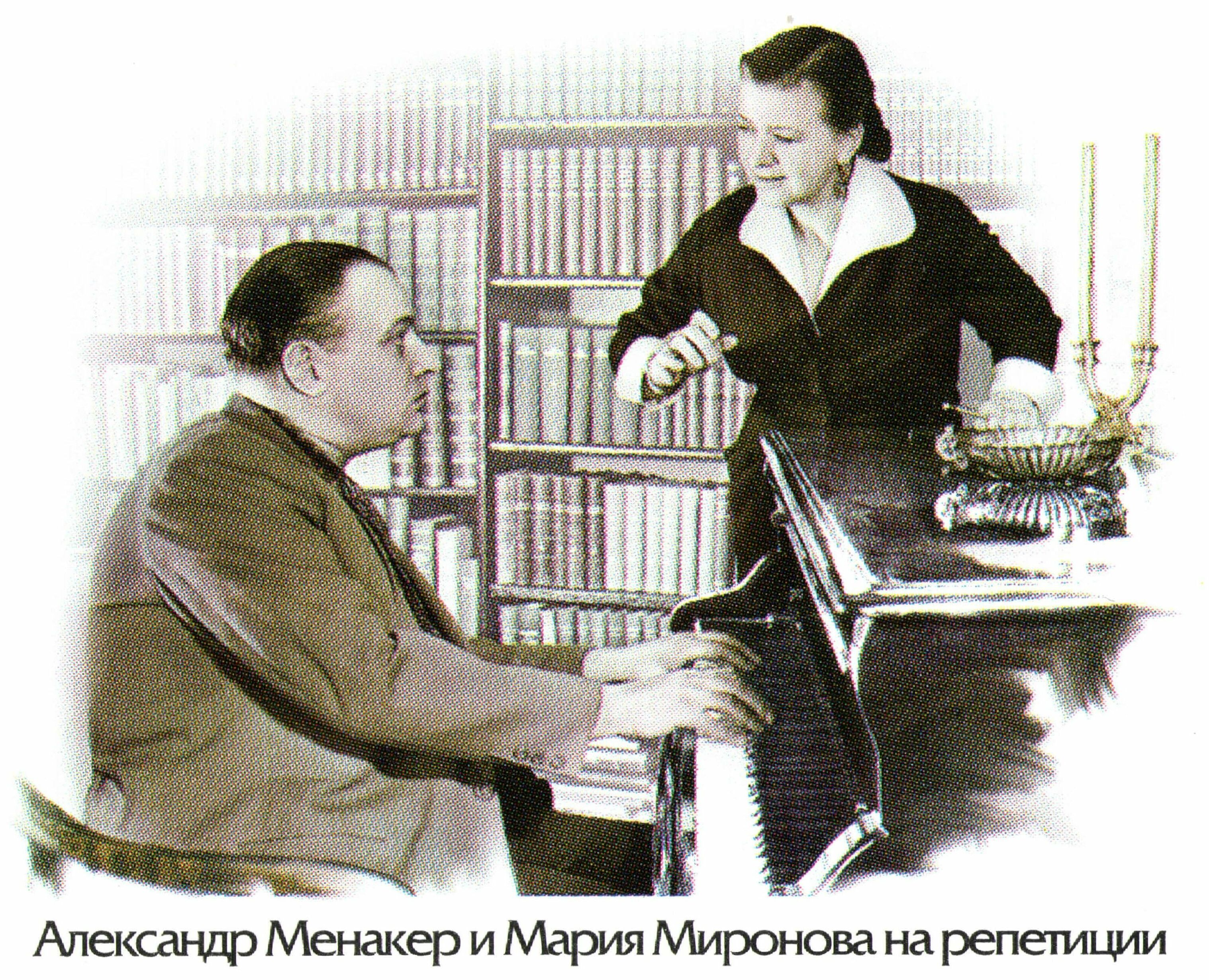
Александр Менакер и Мария Миронова на репетиции

С 1939 по 1947 гг. служила в Московском театре эстрады и миниатюр (ныне — театр «Эрмитаж»), где и познакомилась с Александром Менакером. Позже пара поженилась. Во время войны актриса выступала в актёрских фронтовых бригадах.
С 1946 года Миронова и Менакер — артисты Мосэстрады, а с 1948 года Мария уже постоянно работала в дуэте со своим мужем. В 1952 году дуэт официально оформился в «театр двух актёров», наиболее известный как «Миронова и Менакер». Их творческий тандем будет существовать около тридцати лет.
В разное время сотрудничала с «Москонцертом».
В коллекции Радиофонда хранится более ста записей эстрадных миниатюр, интермедий, спектаклей с участием актрисы, в том числе таких авторов, как Михаил Зощенко, Михаил Ардов, Леонид Ленч, Владимир Поляков, Борис Ласкин, Владимир Дыховичный, Морис Слободской и других.

### Последние годы и смерть
После смерти супруга в 1982 году, практически перестала играть в театре и на эстраде. Позже Иосиф Райхельгауз пригласил актрису в «Современник».
В 1984 году вышла книга «…В своём репертуаре», написанная Мироновой в соавторстве с мужем, который ушёл из жизни за два года до этого.
С 1990 года Миронова — актриса Московского театра Табакова. В 1995 году прошёл бенефис в театре «Школа современной пьесы». В последний раз вышла на сцену в спектакле «Уходил старик от старухи» Семёна Злотникова.
Скончалась 13 ноября 1997 года в возрасте 86 лет в Центральной клинической больнице Москвы. Похоронена на Ваганьковском кладбище рядом с сыном.

### Семья
- Первый муж — Михаил Слуцкий, кинорежиссёр, сценарист и оператор документальных фильмов; впоследствии заслуженный деятель искусств УССР (1954)[12].
- Второй муж (с сентября 1939[2][13][Комм. 1]) — Александр Менакер (1913—1982), эстрадный артист; заслуженный артист РСФСР (1978)[14].
  - Сын — Андрей Миронов (1941—1987), актёр, артист эстрады; народный артист РСФСР (1980)[1].
    - Внучка — Мария Миронова (род. 1973), актриса; народная артистка РФ (2020).
      - Правнук — Андрей Миронов-Удалов (род. 1992), актёр театра «Ленком Марка Захарова»[15][16][17].
      - Правнук — Фёдор Миронов (род. 2019)[18].

## Творчество

### Роли в театре
МХАТ 2-й
- «Хижина дяди Тома» по роману Г. Бичер-Стоу — Фани
- «Дело чести» по пьесе И. К. Микитенко — Маруся

Московский театр транспорта
- «Бешеные деньги» А. Н. Островского — Лидия Чебоксарова[5]

Московский мюзик-холл
- «Под куполом цирка» И. А. Ильфа, Е. П. Петрова и В. П. Катаева — Раечка
- «Севильский обольститель» Тирсо де Молина — Лючия
- «Святыня брака» Э. Лабиша — Мишлина

Государственный театр эстрады и миниатюр
- «Тщетная предосторожность» Н. Ф. Погодина — Зина
- «Без двенадцати двенадцать» Л. С. Ленча — жена
- «У актёрского подъезда» В. С. Полякова — Киса
- «Курортное обозрение» С. В. Михалкова и Л. С. Ленча — прачка

«Театр двух актёров „Миронова и Менакер“»
- 1949 — «Говорящие письма» Б. С. Ласкина
- 1954—1955 — «Дела семейные» Б. С. Ласкина
- 1959 — «Кляксы» В. А. Дыховичного и М. Р. Слободского
- 1964 — «Волки в городе» Л. Р. Шейнина
- 1969 — «Семь жён Синей бороды» А. М. Володина
- 1969 — «Гражданка Утан» Г. И. Горина и А. М. Арканова
- 1971 — «Мужчины и женщины» Л. Г. Зорина
- 1976 — «Номер в отеле» Н. Саймона

«Табакерка»
- «Учитель русского» А. М. Буравского — Козицкая[1][4]

«Современник»
- «Эшелон» по пьесе М. М. Рощина[4]

«Школа современной пьесы»
- «Уходил старик от старухи» С. И. Злотникова — Порогина[1][4]

### Фильмография

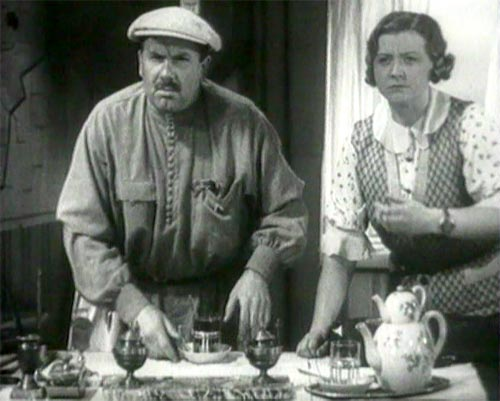
Игорь Ильинский и Мария Миронова в фильме «Волга-Волга»

1. 1934 — Настенька Устинова — Конкордия
2. 1938 — Волга-Волга — Зоя Ивановна, секретарь Бывалова
3. 1940 — Преступление и наказание (короткометражный по Зощенко) — жена  Горбушкина
4. 1954 — Весёлые звёзды (фильм-концерт) — Миронова
5. 1954 — Запасной игрок — Ольга Януаровна, жена директора завода
6. 1954 — Мы с вами где-то встречались — Вероника Платоновна Малярская, сплетница
7. 1955 — В один прекрасный день — Татьяна Петровна Озерова, жена скрипача
8. 1956 — Драгоценный подарок — Леокадия Михайловна
9. 1958 — Шофёр поневоле — Анна Власьевна Пастухова
10. 1961 — Вопросы воспитания (короткометражный) — мать Вовочки
11. 1960 — Совершенно серьёзно (новелла «Иностранцы») — мать Жоры
12. 1962 — Голубой огонёк-1962 — исполнительница шуточной песни «На деревьях синий иней»
13. 1963 — Короткие истории (новелла «Случай в самолёте») — пани Кристина
14. 1963 — Упрямая девчонка (короткометражный) — Елена Игнатьевна
15. 1966 — Сказки русского леса — пассажирка такси
16. 1969 — Похищение (музыкальный фильм) — артистка Миронова
17. 1969 — Старый знакомый — Вера Степановна Дядина, завотделом культуры горисполкома
18. 1971 — Фитиль (фильм № 110 «Формалисты»)
19. 1974 — Какая у вас улыбка — Ольга Павловна, старший корректор
20. 1977 — Почти смешная история — телеграфистка
21. 1978 — Мужчина и женщины (фильм-спектакль) — все женские роли
22. 1980 — Жиголо и Жиголетта (короткометражный) — пожилая актриса
23. 1980 — Назначение — Лидия Григорьевна Лямина
24. 1982 — Понедельник — день тяжёлый (фильм-спектакль) — Софья Ивановна
25. 1985 — Марица — Виолетта
26. 1988 — Эшелон — старуха
27. 1991 — Казус импровизус — пенсионерка Козицкая
28. 1996 — Уходил старик от старухи (фильм-спектакль) — старуха

### Озвучивание мультфильмов
- 1953 — Лесной концерт — Крыса
- 1957 — В одной столовой
- 1966 — Про злую мачеху — Фёкла
- 1968 — Осторожно, щука! — Щука
- 1969 — Заколдованный круг (Фитиль № 79) — все роли
- 1969 — Капризная принцесса — королева
- 1984—1985 — Доктор Айболит — Варвара

## Награды и звания

Мемориальная доска М. В. Мироновой и А. С. Менакеру на доме 7 в малом Власьевском переулке в Москве

- Лауреат Первого Всесоюзного конкурса артистов эстрады (1939)[4]
- Заслуженная артистка РСФСР (14.06.1956)
- Народная артистка РСФСР (05.09.1978)
- Народная артистка СССР (19.03.1991)
- Орден «За заслуги перед Отечеством» III степени (31 января 1996, указ о награждении её тем же орденом, но IV степени, был признан утратившим силу[19])[20]

## Память
- В 1999 году в Москве (Малый Власьевский переулок, дом № 7) открыт музей-квартира семьи Мироновых[1][21].
- На этом же доме установлена мемориальная доска М. В. Мироновой и А. С. Менакеру.

- 1993 — «XX век. „По ту сторону рампы. Мария Миронова — вчера, сегодня, завтра“» («Культура»)[22]
- 2003 — Мария Миронова (из цикла телепрограмм канала «ОРТ» «Чтобы помнили»)
- 2005 — Мария Миронова (из цикла передач телеканала «ДТВ» «Как уходили кумиры»)
- 2009 — «Мария Миронова и Александр Менакер. „До и после Андрюши…“» («Первый канал»)[23]
- 2010 — «Мария Миронова и её любимые мужчины» («ТВ Центр»)[24]
- 2011 — «Мария Миронова. „Да, я царица!“» («Культура»)[25]
- 2020 — «Это было смешно. „Мария Миронова и её любимые мужчины“» («Москва 24»)[26]
- 2020 — «Мария Миронова. „Последний день“» («Звезда»)[27]

## Комментарии
1. ↑  В другом источнике информации (СМИ) указано, что Миронова и Менакер поженились не в 1939, а в 1940 году[6].